# Óscar López Hernández
Comúnmente llamado como Óscar López (11 de mayo de 1980, Cerdanyola del Vallés, Barcelona, España) es un exfutbolista español y en la actualidad entrenador profesional.
Mediocampista polivalente que pasó por todas las categorías del Fútbol Club Barcelona, hasta el primer equipo. Se adaptó en su carrera profesional a la posición de defensa y su último equipo fue el Go Ahead Eagles. Actualmente entrenaba al Juvenil "del Fútbol Club Barcelona. 

## Biografía futbolística
Óscar López es producto de la cantera del FC Barcelona. Después de realizar el torneo social en 1988 entró a formar parte de la cantera, pasando por las categorías semiprofesionales como el Fútbol Club Barcelona "C" y en el Fútbol Club Barcelona "B". Debutó con la primera plantilla de la mano de Radomir Antić ante el Real Club Recreativo de Huelva en 2003 con el resultado de 1-3. Cedido a la SS Lazio de Roma la temporada 2004/05. Jugó 14 partidos en la Serie A, 2 en la Copa Italia y 3 en la UEFA Champions League. 
Volvió a España en 2005 cedido en el Real Betis Balompié, haciendo su debut precisamente frente al FC Barcelona en la vuelta de la Supercopa de España de Fútbol, con el resultado de 1-2 favorable al Real Betis Balompié. Durante la campaña 2005/06 jugó en la UEFA Champions League y en la Copa de la UEFA.
En las temporadas 2006/07 y 2007/2008 jugó cedido en el Club Gimnàstic de Tarragona. Fue futbolista del CD Numancia de Soria desde enero de 2010, cuando fue contratado durante el mercado de invierno. Su contrato concluyó el 30 de junio de 2011 y en diciembre de 2011 ficha por el Go Ahead Eagles como agente libre.

## Entrenador
Al colgar las botas en 2012, Óscar López inició su carrera como entrenador de futbol base en categorías juveniles durante 4 años, de la mano de equipos como Cerdanyola del Vallés FC, Penya Blaugrana Sant Cugat, CFBadalona para acabar de formarse en el Fútbol Club Barcelona (durante 6 temporadas) en competiciones europeas y estatales como Uefa Youth League, Copa del Rey, Copa de campeones (que consigue el título en la temporada 2021/22) i diferentes títulos de liga.
Durante esta etapa de 6 años en los juveniles del FCBarcelona, por sus manos han pasado jugadores que ahora militan en el primer equipo del Fútbol Club Barcelona con un futuro prometedor como: Lamine Yamal, Marc Casadó, Gavi Paez, Alejandro Balde, Fermín López, Iñaki Peña, Héctor Fort, Pau Cubarsí, Ansu Fati, entre otros que están en otros clubes profesionales por Europa y alrededor del mundo como: Marc Guiu, Sergio Gómez, Ilaix Moriba, Arnau Tenas, Óscar Mingueza, Nicolás González, Mika Marmol, Diego López, Riqui Puig, Sergi Altimira, Juan Miranda, Chadi Riad, Ilias Akhomach...
Actualmente es entrenador profesional de futbol, vinculado a la empresa de representación Lian Sports Group. con Fali Ramadani como CEO.